# 제니퍼 키드
제니퍼 키드(Jennifer Kydd, 1976년 1월 1일 ~ )는 캐나다의 영화배우이다.

## 방송
- 팔콘비치 시즌2
- 팔콘비치 시즌1

## 영화
- 크라이 오브 더 아울 (2009년)
- 드레스덴 파일 (2007년)
- 팰콘 비치 (2006년)
- 러브 댓 보이 (2003년) - 니키 역